# بصمة اللمس
بصمة اللمس أو تاتش آي دي هي ميزة التعرف على بصمات الأصابع التي صممتها وأطلقتها شركة آبل، والتي تسمح للمستخدمين بإلغاء قفل الأجهزة وإجراء عمليات الشراء في متاجر الوسائط الرقمية المختلفة لشركة آبل، والمصادقة على آبل باي عبر الإنترنت أو في التطبيقات. يمكن استخدام بصمة اللمس أيضًا لقفل وفتح الملاحظات المحمية بكلمة مرور على آيفون وآيباد. تم تقديم تاتش آي دي لأول مرة في أجهزة آيفون مع آيفون 5 إس في عام 2013.

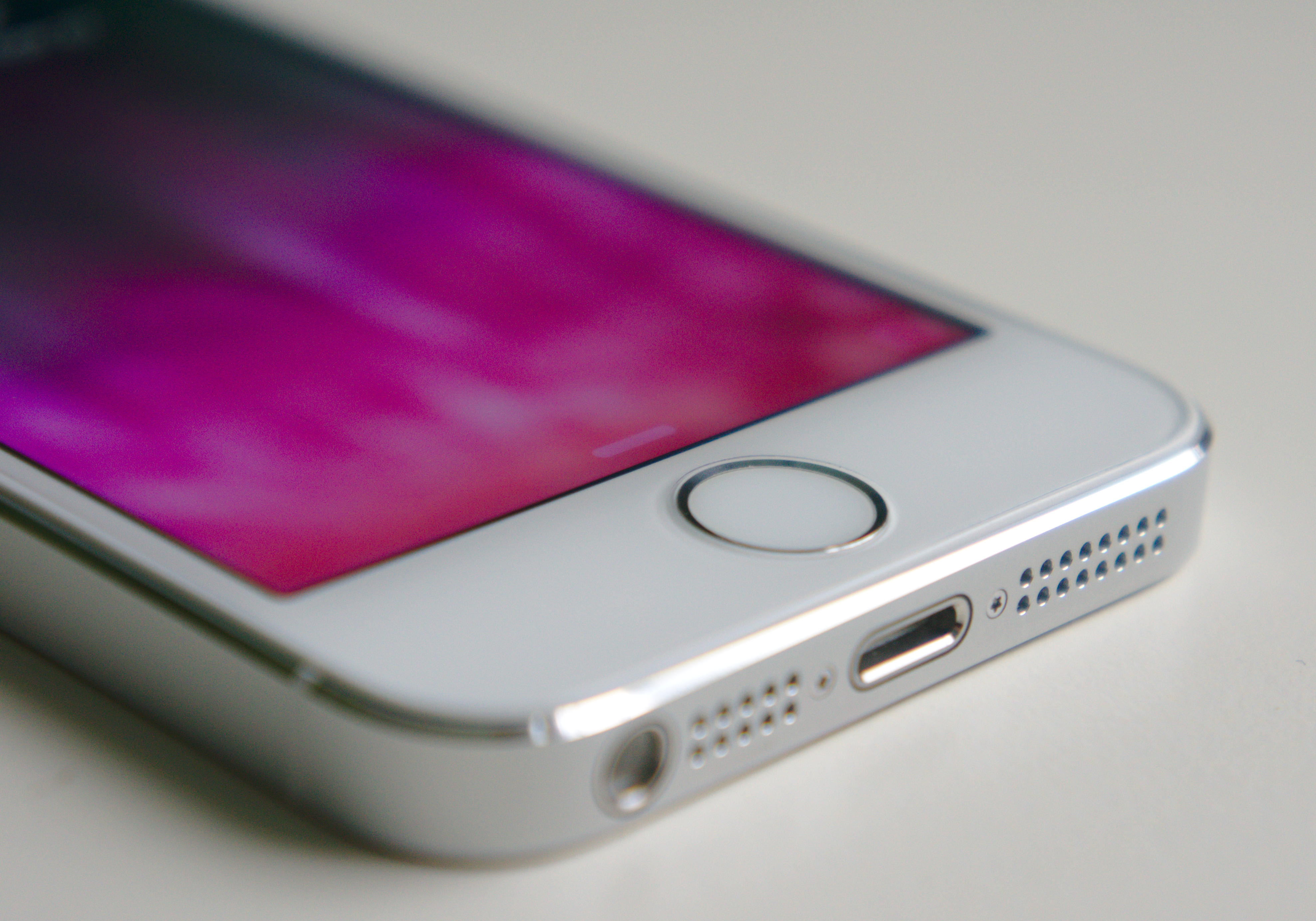
بصمة اللمس (تاتش آي دي) في جهاز أيفون 5 إس

في عام 2015، قدمت آبل معرف تاتش آي دي أسرع من الجيل الثاني في أيفون 6 إس، في عام 2016، ظهرت لأول مرة على أجهزة الكمبيوتر المحمولة في ماك بوك برو المدمجة على الجانب الأيمن من تاتش بار. تم استخدام تاتش آي دي على جميع أجهزة أيباد منذ تقديم أيباد إير 2 في عام 2014. في أجهزة ماك بوك، يمكن أن يحتوي كل حساب مستخدم على ما يصل إلى ثلاث بصمات أصابع، وإجمالي خمس بصمات أصابع عبر النظام. يتم تخزين معلومات بصمات الأصابع محليًا في جيب آمن على شرائح أبل إيه 7 والإصدارات الأحدث، وليس في السحابة، وهو اختيار تصميم يهدف إلى تأمين معلومات بصمات الأصابع من المستخدمين أو المهاجمين الضارين.
تم الاحتفاظ بتاتش آي دي على أيفون 8، وأيفون إس أي من الجيل الثاني، وأيفون إس أي من الجيل الثالث، والطراز الأساسي من أجهزة آي باد، بينما اعتمدت جميع أجهزة أيفون الأخرى منذ أيفون إكس في عام 2017، وأيباد برو الأعلى سعرًا التعرف على فايس أي دي. تتميز العديد من أجهزة أيباد التي لا تحتوي على فايس أي دي، مثل أيباد إير (الجيل الرابع وما بعده)، وأيباد ميني (الجيل السادس وما بعده)، و أيباد (الجيل العاشر وما بعده)، بزر نوم/إيقاظ جديد مع مستشعر تاتش أي دي مدمج.
في 2020 و2021 و2022، كشفت أبل عن لوحة مفاتيح ماجيك جديدة مع تاتش أي دي اختياري لسلسلة أجهزة أيماك وماك ستوديو وماك ميني، بالإضافة إلى ماك بوك برو.

## الإستخدام

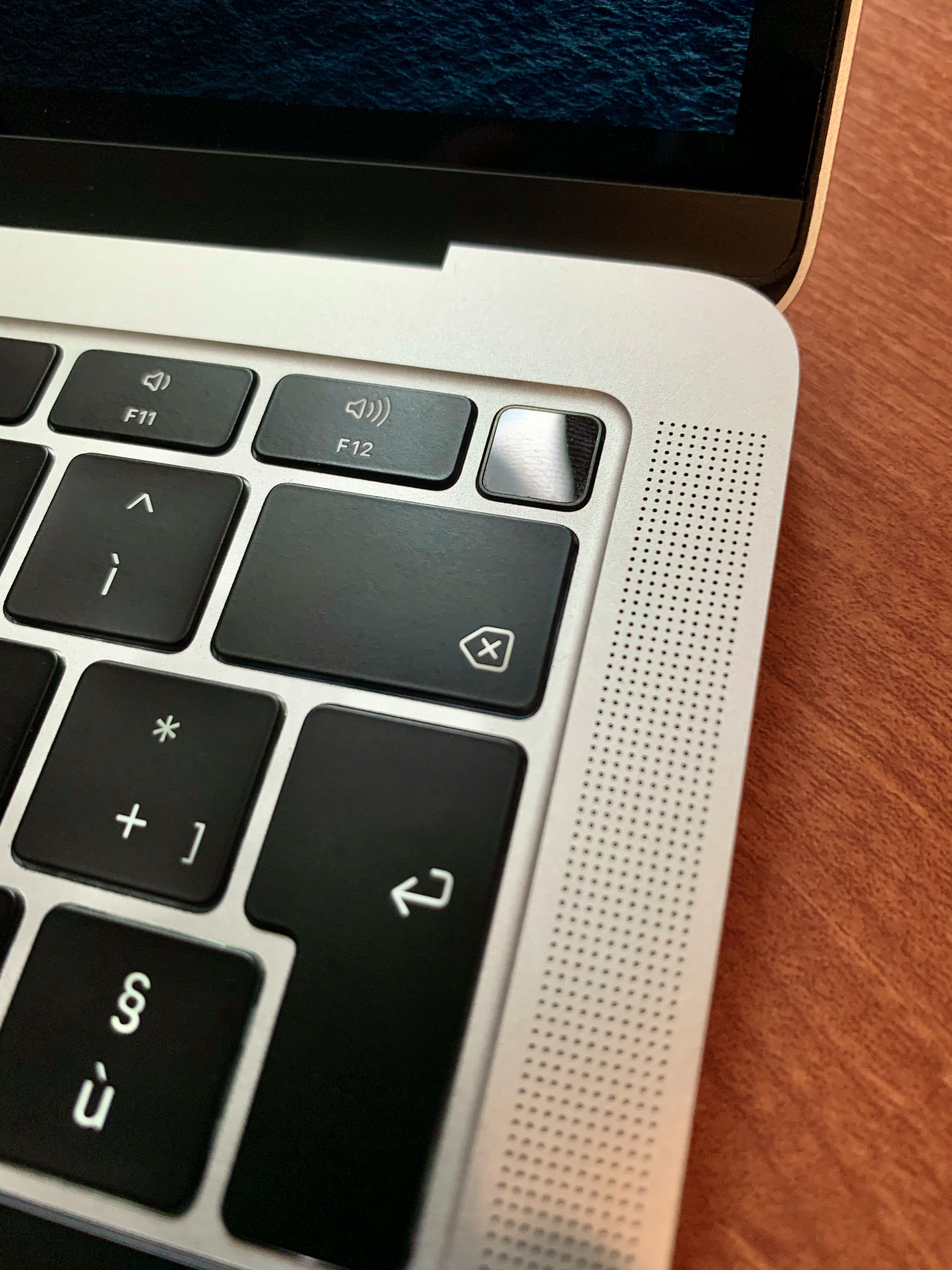
تاتش أي دي في جهاك ماك بوك إير

لا يقتصر إستخدام بصمة الإصبع على فتح قفل الأجهزة فقط، بل هناك عدة إستخدامات لبصمة الإصبع.
يمكن استخدام بصمة الإصبع للشراء في أبل ستور، وأيتون ستور، وأبل بوك، كما يمكن استخدام بصمة الإصبع (تاتش آي دي) لتنفيذ عمليات شراء عبرأبل باي في المتاجر وداخل التطبيقات وعلى مواقع الويب في سفاري. يمكن أيضًا استخدام بصمة الإصبع على أيفون لإتمام عمليات الشراء عبر مواقع الويب من خلال أجهزة الماك. كما يمكن إستخدام بصمة الإصبع على آي باد برو و أي باد إير 2 أو أحدث أو آي باد الجيل الخامس أو أحدث أو آي باد ميني 3 لإجراء عمليات شراء أبل باي داخل التطبيقات وعلى مواقع الويب في سفاري.

## تاريخ
في عام 2012، استحوذت شركة أبل على شركة أوتون تيك، وهي شركة تركز على قراءة بصمات الأصابع وبرامج إدارة الهوية، مقابل 356 مليون دولار. أدى هذا الاستحواذ إلى توقع المعلقين لميزة قراءة بصمات الأصابع. بعد التسريبات والتكهنات في أوائل سبتمبر من العام التالي، تم الكشف عن أيفون 5 إس في 10 سبتمبر 2013، وكان أول هاتف على شركة اتصالات أمريكية كبرى يتميز بهذه التكنولوجيا. أعلن نائب رئيس التسويق في شركة أبل، فيل شيلر، عن الميزة في حدث أيفون الإعلامي الخاص بشركة أبل وقضى عدة دقائق (الجزء الأكبر من المؤتمر) في مناقشة الميزة.
توقع المحلل في ويلز فارجو ماينارد أم في 4 سبتمبر 2013، أن مستشعر بصمات الأصابع في أيفون 5 إس من شأنه أن يساعد التجارة عبر الهاتف المحمول ويعزز التبني في بيئة الشركات. قال: "نظرًا لاعتماد المستهلكين بشكل متزايد على الأجهزة المحمولة لإجراء المعاملات وتخزين البيانات الشخصية، فقد يصبح حل المصادقة الموثوق به من جانب الجهاز ضرورة".
مع الكشف عن أيفون 6 و أيفون 6 بلس في حدث رئيسي في 9 سبتمبر 2014، تم توسيع نطاق استخدام بصمة تاتش آي دي من فتح قفل الجهاز والمصادقة على مشتريات أبل ستور إلى مصادقة أبل باي أيضًا. يشتمل أيفون 6 إس على مستشعر تاتش أي دي من الجيل الثاني أسرع بما يصل إلى ضعف سرعة مستشعر الجيل الأول الموجود في هواتف 5 إس و 6 و إس أو (الجيل الأول). اعتبارًا من أغسطس 2022، فإن أيفون 6 إس و 6 إس بلوس و 7 و 7 بلوس و 8 و 8 بلوس و إس أو (الجيل الثاني) و إس أو (الجيل الثالث) و 2016 والإصدارات الأحدث و ماك بوك إير 2018 والإصدارات الأحدث وأيباد برو (الجيل الثاني) والإصدارات الأحدث وأيباد إير (الجيل الثالث) والإصدارات الأحدث و أيباد ميني (الجيل الخامس) أو الإصدارات الأحدث هي أجهزة أبل التي تستخدم مستشعر الجيل الثاني. يفتح تاتش أي دي الجديد على الفور تقريبًا ويشكل مشكلة لأنه يفتح بسرعة كبيرة لقراءة الإشعارات على شاشة القفل. تم علاج هذه المشكلة بتحديث أيو إس 10 حيث يجب على المستخدم الضغط على زر الصفحة الرئيسية لظهور الشاشة الرئيسية. ومع ذلك، يمكن تغيير ذلك في إعدادات أي أو إس بحيث يمكن للمستخدمين الانتقال مباشرة إلى الشاشة الرئيسية بعد وضع إصبعهم على المستشعر، على غرار الإصدارات السابقة من أي أو إس. سيؤدي وضع إصبع واحد فقط على المستشعر إلى إلغاء قفل أيفون فقط ما لم يتم تمكين الإعداد المذكور، ولا يتم عرض أي إشعارات حاليًا على شاشة القفل.

## الإصدارات

### الإصدار الأول
| الجهاز                      | تاريخ الإعلان  |
| --------------------------- | -------------- |
| أيفون 5 إس                  | 10 سبتمبر 2013 |
| أيفون إس إي (الإصدار الأول) | 21 مارس 2016   |
| أيفون 6 و 6 بلوس            | 9 سبتمبر 2014  |
| آي باد برو 12.9 إنش         | 9 سبتمبر 2015  |
| آي باد برو 9.7 إنش          | 21 مارس 2016   |
| آي باد إير 2                | 16 أكتوبر 2014 |
| آي باد ميني 3               | 16 أكتوبر 2014 |
| آي باد ميني 4               | 9 سبتمبر 2015  |
| آي باد (الإصدار الخامس)     | 24 مارس 2017   |
| آي باد (الإصدار السادس)     | 27 مارس 2018   |
| آي باد (الإصدار السابع)     | 10 سبتمبر 2019 |
| آي باد (الإصدار الثامن)     | 15 سبتمبر 2020 |
| آي باد (الإصدار التاسع)     | 14 سبتمبر 2021 |

### الإصدار الثاني
| الجهاز                                            | تاريخ الإعلان  |
| ------------------------------------------------- | -------------- |
| أيفون 6 إس و 6 إس بلوس                            | 9 سبتمبر 2015  |
| أيفون 7 و 7 بلوس                                  | 7 سبتمبر 2016  |
| أيفون 8 و 8 بلوس                                  | 12 سبتمبر 2017 |
| أيباد برو (الإصدار الثاني)                        | 5 يونيو 2017   |
| أيباد إير (الإصدار الثالث)                        | 18 مارس 2019   |
| أيباد ميني (الإصدار الخامس)                       | 18 مارس 2019   |
| أيفون إس إي (الإصدار الثاني)                      | 15 أبريل 2020  |
| أيفون إس إي (الإصدار الثالث)                      | 8 مارس 2022    |
| ماك بوك برو (13 إنش، 2016، فور توندر بولت 3 بورت) | 27 أكتوبر 2016 |
| ماك بوك برو (15 إنش، 2016)                        | 27 أكتوبر 2016 |
| ماك بوك برو (13 إنش، 2017، فور توندر بولت 3 بورت) | June 5, 2017   |
| ماك بوك برو (15 إنش، 2017)                        | June 5, 2017   |
| ماك بوك برو (13 إنش، 2018، فور توندر بولت 3 بورت) | 12 يوليوز 2018 |
| ماك بوك برو (15 إنش، 2018)                        | 12 يوليوز 2018 |
| ماك بوك إير (ريتينا، 13 إنش، 2018)                | 30 أكتوبر 2018 |
| ماك بوك برو (13 إنش، 2019، فور توندر بولت 3 بورت) | 21 ماي 2019    |
| ماك بوك برو (15 إنش، 2019)                        | 21 ماي 2019    |
| ماك بوك إير (ريتينا، 13 إنش، 2019)                | 9 يوليوز 2019  |
| ماك بوك برو (16 إنش، 2019)                        | 13 نونبر 2019  |
| ماك بوك إير (ريتينا، 13 إنش، 2020)                | 18 مارس 2020   |
| ماك بوك برو (13 إنش، 2020، فور توندر بولت 3 بورت) | 4 ماي 2020     |
| ماك بوك إير (م 1، 2020)                           | 10 نونبر 2020  |
| ماك بوك برو (13 إنش، م 1، 2020                    | 10 نونبر 2020  |
| ماك بوك برو (14 إنش، 2021)                        | 18 أكتوبر 2021 |
| ماك بوك برو (16 إنش، 2021)                        | 18 أكتوبر 2021 |
| أيماك (24 إنش، م 1، 2021)                         | 20 أبريل 2021  |
| لوحة المفاتيح ماجيك مع بصمة اللمس                 | 20 أبريل 2021  |
| لوحة المفاتيح ماجيك مع بصمة اللمس ونيميريك كيباد  | 20 أبريل 2021  |
| ماك بوك إير (م 2، 2022)                           | 6 يونيو 2022   |
| ماك بوك برو (م 2، 2022)                           | 6 يونيو 2022   |
| ماك بوك برو (14 إنش، 2023)                        | 17 يناير 2023  |
| ماك بوك برو (16 إنش، 2023)                        | 17 يناير 2023  |
| ماك بوك إير (15 إنش، م 2، 2023)                   | 5 يونيو 2023   |
| أيماك (24 إنش، م 3، 2023)                         | 30 أكتوبر 2023 |
| ماك بوك برو (14 إنش، نونبر 2023)                  | 30 أكتوبر 2023 |
| ماك بوك برو (16 إنش، نونبر 2023)                  | 30 أكتوبر 2023 |
| ماك بوك إير (13 إنش، م 3، 2024)                   | 4 مارس 2024    |
| ماك بوك إير (15 إنش، م 3، 2024)                   | 4 مارس 2024    |

### الإصدار الثالث
| الجهاز                       | تاريخ الإعلان  |
| ---------------------------- | -------------- |
| آي باد إير (الإصدار الرابع)  | 15 سبتمبر 2020 |
| آي باد ميني (الإصدار السادس) | 14 سبتمبر 2021 |
| آي باد إير (الإصدار الخامس)  | 8 مارس 2022    |
| آي باد (الإصدار العاشر)      | 18 أكتوبر 2022 |
| آي باد إير (الإصدار السادس)  | 7 ماي 2024     |
| آي باد ميني (الإصدار السابع) | 23 أكتوبر 2024 |

## التصميم والمكونات

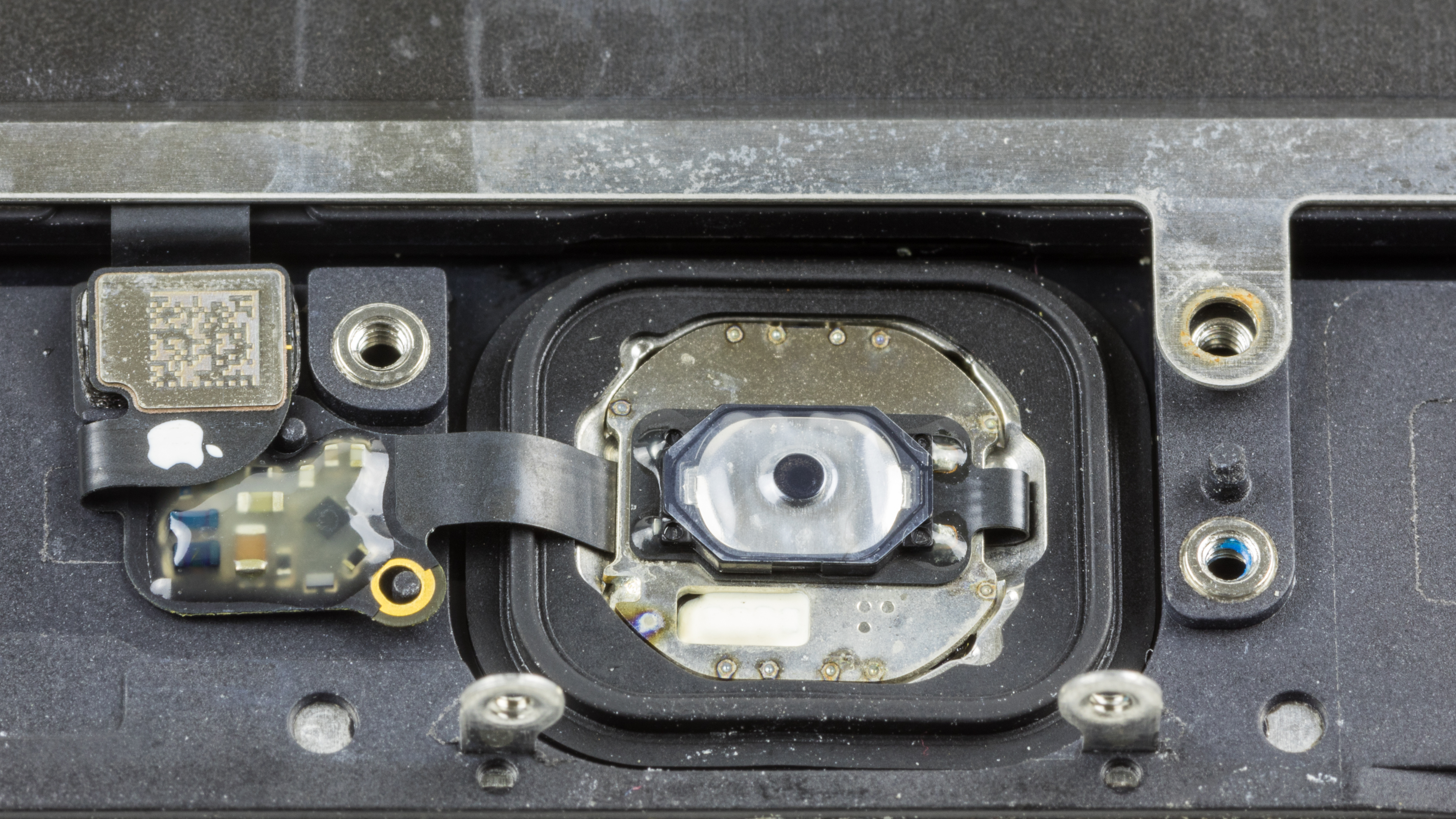
مكونات مستشعر بصمة الأصبع تاتش آي دي

تم دمج بصمة اللمس تاتش آي دي في الزر الرئيسي في الواجهة الأمامية لهواتف أيفون، والذي تم بناؤه من كريستال الياقوت المقطوع بالليزر، ولا يخدش بسهولة (الخدش يمنع بصمة اللمس تاتش آي دي من العمل). يتميز بحلقة كشف من الفولاذ المقاوم للصدأ للكشف عن إصبع المستخدم دون الضغط عليه. لم يعد هناك رمز مربع مستدير في زر الصفحة الرئيسية، ولا هو مقعر.
يستخدم المستشعر اللمس بالسعة للكشف عن بصمة إصبع المستخدم. يبلغ سمك المستشعر 170 ميكرومتر، بدقة 500 بكسل لكل بوصة. يمكن توجيه إصبع المستخدم في أي اتجاه وسيظل مقروءًا. تقول شركة أبل إنها يمكنها قراءة طبقات الجلد تحت البشرة، وسيكون من السهل إعداده وسيتحسن مع كل استخدام. يمرر المستشعر تيارًا صغيرًا عبر إصبع المرء لإنشاء "خريطة بصمة الإصبع" لبشرة المستخدم. يمكن تخزين ما يصل إلى خمس خرائط لبصمات الأصابع في الهاتف بشكل آمن.

## التأثير
في مقال رأي في مجلة نيويورك عام 2013، زعم كاتب العمود التكنولوجي كيفن روز أن المستهلكين لا يهتمون عمومًا بالتعرف على بصمات الأصابع، ويفضلون استخدام رموز المرور بدلاً من ذلك. وكتب أن رجال الأعمال فقط هم من يستخدمون التعرف البيومتري، على الرغم من اعتقادهم أن تاتش آي دي قد يساعد في جلب التعرف على بصمات الأصابع إلى المستخدمين. وذكر روز أن الميزة ستسمح أيضًا لمطوري التطبيقات بالتجريب، إذا فتحت أبل الوصول إلى تاتش أي دي لاحقًا (وهو ما فعلته)، ولكن أولئك الذين يخشون وكالات المراقبة مثل وكالة الأمن القومي الأمريكية قد يختارون عدم استخدام تاتش آي دي.
كما أشار روز إلى أن تقنية بصمات الأصابع لا تزال بها بعض المشكلات، مثل إمكانية الاختراق، أو عدم تعرف الجهاز على بصمة الإصبع (على سبيل المثال، عندما يكون الإصبع مصابًا).
قال أدريان كينجسلي هيوز، الكاتب في زيد نيت، إن تاتش آي دي قد يكون مفيدًا في حالات إحضار جهازك الخاص. وقال إن الحماية البيومترية تضيف طبقة أخرى من الأمان، مما يزيل قدرة الأشخاص على النظر فوق أكتاف الآخرين وقراءة كلمة المرور الخاصة بهم. وأضاف أن تاتش آي دي من شأنه أن يمنع الأطفال من خسارة آلاف الدولارات من المشتريات غير المرغوب فيها عند استخدام أجهزة أيفون المملوكة للبالغين. ولاحظ أن تاتش آي دي كان رد شركة أبل على العدد الكبير من جرائم أيفون، وأن الميزة الجديدة من شأنها ردع سارقي أيفون المحتملين. وعلاوة على ذلك، لاحظ أن الميزة هي واحدة من الميزات القليلة التي تميز أيفون 5 إس عن 5 سي.
وذكر أيضًا أن الميزة تهدف إلى ردع السرقة. ومع ذلك، أعرب برنت كينيدي، محلل الثغرات الأمنية في فريق الاستعداد لحالات الطوارئ الحاسوبية بالولايات المتحدة، عن قلقه من إمكانية اختراق تاتش أي دي واقترح ألا يعتمد الناس عليه على الفور.
لاحظت مجلة فوربس تاريخًا من بصمات الأصابع التي تم انتحالها في الماضي، وحذرت من أن بصمات الأصابع على أيفون المسروق قد تُستخدم للوصول غير المصرح به. ومع ذلك، ذكرت المقالة أن تكنولوجيا القياسات الحيوية قد تحسنت منذ إجراء اختبارات على قراء بصمات الأصابع المزيفة. اقترح كينغسلي هيوز أن يكون تاتش أي دي شكلاً من أشكال المصادقة الثنائية، حيث يجمع بين شيء يعرفه المرء (كلمة المرور) و"شيء أنت عليه" (بصمة الإصبع). وقالت فوربس إنه إذا توفرت المصادقة الثنائية، فسوف يكون ذلك بمثابة تحسن عام للأمان.
قال كاتب العمود في فوربس آندي جرينبيرج إن حقيقة تخزين بيانات بصمة الإصبع على الجهاز المحلي وليس في قاعدة بيانات مركزية كانت بمثابة فوز للأمان.

## أنظر أيضا
- فيس آي دي